# Grand Prix automobile de Mosport 2000
Navigation
Édition précédente Édition suivante
Le Grand Prix de Mosport 2000, disputé sur le 6 août 2000 sur le circuit de Mosport est la sixième manche de American Le Mans Series 2000.

## Course

### Classement de la course
Classement final de la course (vainqueurs de catégorie en gras), :
| Pos.   | Catégorie | N° | Écurie                                  | Pilotes                                | Châssis                        | Pneus | Tours/Abandon |
| Pos.   | Catégorie | N° | Écurie                                  | Pilotes                                | Moteur                         | Pneus | Tours/Abandon |
| ------ | --------- | -- | --------------------------------------- | -------------------------------------- | ------------------------------ | ----- | ------------- |
| 1      | LMP       | 77 | Audi Sport North America                | Rinaldo Capello Allan McNish           | Audi R8                        | M     | 94            |
| 1      | LMP       | 77 | Audi Sport North America                | Rinaldo Capello Allan McNish           | Audi 3.6 L Turbo V8            | M     | 94            |
| 2      | LMP       | 42 | BMW Motorsport Schnitzer Motorsport     | Jörg Müller JJ Lehto                   | BMW V12 LMR                    | M     | 94            |
| 2      | LMP       | 42 | BMW Motorsport Schnitzer Motorsport     | Jörg Müller JJ Lehto                   | BMW S70 6.0 L V12              | M     | 94            |
| 3      | LMP       | 43 | BMW Motorsport Schnitzer Motorsport     | Jean-Marc Gounon Bill Auberlen         | BMW V12 LMR                    | M     | 93            |
| 3      | LMP       | 43 | BMW Motorsport Schnitzer Motorsport     | Jean-Marc Gounon Bill Auberlen         | BMW S70 6.0 L V12              | M     | 93            |
| 4      | GTS       | 91 | Viper Team Oreca                        | Olivier Beretta Karl Wendlinger        | Dodge Viper GTS-R              | M     | 91            |
| 4      | GTS       | 91 | Viper Team Oreca                        | Olivier Beretta Karl Wendlinger        | Dodge 8.0L V10                 | M     | 91            |
| 5      | GTS       | 3  | Corvette Racing                         | Andy Pilgrim Ron Fellows               | Chevrolet Corvette C5-R        | G     | 91            |
| 5      | GTS       | 3  | Corvette Racing                         | Andy Pilgrim Ron Fellows               | Chevrolet 7.0 L V8             | G     | 91            |
| 6      | GTS       | 92 | Viper Team Oreca                        | David Donohue Tommy Archer             | Dodge Viper GTS-R              | M     | 91            |
| 6      | GTS       | 92 | Viper Team Oreca                        | David Donohue Tommy Archer             | Dodge 8.0 L V10                | M     | 91            |
| 7 DNF  | LMP       | 36 | Johansson-Matthews Racing               | Stefan Johansson Guy Smith             | Reynard 2KQ-LM                 | Y     | 90            |
| 7 DNF  | LMP       | 36 | Johansson-Matthews Racing               | Stefan Johansson Guy Smith             | Judd GV4 4.0 L V10             | Y     | 90            |
| 8      | LMP       | 2  | Panoz Motor Sports                      | Johnny O'Connell Hiroki Katou          | Panoz LMP-1 Roadster-S         | M     | 89            |
| 8      | LMP       | 2  | Panoz Motor Sports                      | Johnny O'Connell Hiroki Katou          | Élan 6L8 6.0 L V8              | M     | 89            |
| 9      | GT        | 23 | Alex Job Racing                         | Randy Pobst Bruno Lambert              | Porsche 911 GT3-R              | M     | 89            |
| 9      | GT        | 23 | Alex Job Racing                         | Randy Pobst Bruno Lambert              | Porsche 3.6 L Flat-6           | M     | 89            |
| 10     | GT        | 7  | Prototype Technology Group              | Boris Said Hans-Joachim Stuck          | BMW M3                         | Y     | 88            |
| 10     | GT        | 7  | Prototype Technology Group              | Boris Said Hans-Joachim Stuck          | BMW 3.2 L I6                   | Y     | 88            |
| 11     | GT        | 51 | Dick Barbour Racing                     | Sascha Maassen Bob Wollek              | Porsche 911 GT3-R              | M     | 87            |
| 11     | GT        | 51 | Dick Barbour Racing                     | Sascha Maassen Bob Wollek              | Porsche 3.6 L Flat-6           | M     | 87            |
| 12     | GT        | 21 | MCR/Aspen Knolls                        | Shane Lewis Cort Wagner                | Porsche 911 GT3-R              | P     | 87            |
| 12     | GT        | 21 | MCR/Aspen Knolls                        | Shane Lewis Cort Wagner                | Porsche 3.6 L Flat-6           | P     | 87            |
| 13     | GT        | 10 | Prototype Technology Group              | Brian Cunningham Peter Cunningham      | BMW M3                         | Y     | 87            |
| 13     | GT        | 10 | Prototype Technology Group              | Brian Cunningham Peter Cunningham      | BMW 3.2 L I6                   | Y     | 87            |
| 14     | GTS       | 08 | Roock Motorsport North America          | Zak Brown Vic Rice                     | Porsche 911 GT2                | Y     | 87            |
| 14     | GTS       | 08 | Roock Motorsport North America          | Zak Brown Vic Rice                     | Porsche 3.8 L Turbo Flat-6     | Y     | 87            |
| 15     | GT        | 22 | Alex Job Racing                         | Mike Fitzgerald Robert Nagel           | Porsche 911 GT3-R              | M     | 86            |
| 15     | GT        | 22 | Alex Job Racing                         | Mike Fitzgerald Robert Nagel           | Porsche 3.6 L Flat-6           | M     | 86            |
| 16     | GT        | 70 | Skea Racing International               | Johnny Mowlem David Murry              | Porsche 911 GT3-R              | P     | 86            |
| 16     | GT        | 70 | Skea Racing International               | Johnny Mowlem David Murry              | Porsche 3.6 L Flat-6           | P     | 86            |
| 17 DNF | LMP       | 78 | Audi Sport North America                | Frank Biela Emanuele Pirro             | Audi R8                        | M     | 85            |
| 17 DNF | LMP       | 78 | Audi Sport North America                | Frank Biela Emanuele Pirro             | Audi 3.6 L Turbo V8            | M     | 85            |
| 18     | GT        | 71 | Skea Racing International               | Grady Willingham Doc Bundy             | Porsche 911 GT3-R              | P     | 38            |
| 18     | GT        | 71 | Skea Racing International               | Grady Willingham Doc Bundy             | Porsche 3.6 L Flat-6           | P     | 38            |
| 19     | GT        | 67 | The Racer's Group                       | Robert Orcutt Jennifer Tumminelli      | Porsche 911 GT3-R              | P     | 78            |
| 19     | GT        | 67 | The Racer's Group                       | Robert Orcutt Jennifer Tumminelli      | Porsche 3.6 L Flat-6           | P     | 78            |
| 20 DNF | GT        | 66 | The Racer's Group                       | Kevin Buckler Philip Collin            | Porsche 911 GT3-R              | P     | 77            |
| 20 DNF | GT        | 66 | The Racer's Group                       | Kevin Buckler Philip Collin            | Porsche 3.6 L Flat-6           | P     | 77            |
| 21     | GT        | 69 | Kyser Racing                            | Greg Doff Kye Wankum Rudy Bartling     | Porsche 911 GT3-R              | P     | 67            |
| 21     | GT        | 69 | Kyser Racing                            | Greg Doff Kye Wankum Rudy Bartling     | Porsche 3.6 L Flat-6           | P     | 67            |
| 22     | GT        | 52 | Seikel Motorsport                       | Tony Burgess Stefano Buttiero          | Porsche 911 GT3-R              | D     | 45            |
| 22     | GT        | 52 | Seikel Motorsport                       | Tony Burgess Stefano Buttiero          | Porsche 3.6 L Flat-6           | D     | 45            |
| 23 DNF | LMP       | 1  | Panoz Motor Sports                      | David Brabham Jan Magnussen            | Panoz LMP-1 Roadster-S         | M     | 40            |
| 23 DNF | LMP       | 1  | Panoz Motor Sports                      | David Brabham Jan Magnussen            | Élan 6L8 6.0 L V8              | M     | 40            |
| 24 DNF | LMP       | 24 | Johansson-Matthews Racing               | Jim Matthews Mark Simo                 | Reynard 2KQ-LM                 | Y     | 18            |
| 24 DNF | LMP       | 24 | Johansson-Matthews Racing               | Jim Matthews Mark Simo                 | Judd GV4 4.0 L V10             | Y     | 18            |
| 25 DNF | GT        | 5  | Dick Barbour Racing                     | Dirk Müller Lucas Luhr                 | Porsche 911 GT3-R              | M     | 13            |
| 25 DNF | GT        | 5  | Dick Barbour Racing                     | Dirk Müller Lucas Luhr                 | Porsche 3.6 L Flat-6           | M     | 13            |
| 26 DNF | GT        | 6  | Prototype Technology Group              | Johannes van Overbeek Brian Simo       | BMW M3                         | Y     | 11            |
| 26 DNF | GT        | 6  | Prototype Technology Group              | Johannes van Overbeek Brian Simo       | BMW 3.2 I6                     | Y     | 11            |
| DNS    | LMP       | 0  | Team Rafanelli SRL                      | Mimmo Schiattarella Didier de Radiguès | Lola B2K/10                    | M     | -             |
| DNS    | LMP       | 0  | Team Rafanelli SRL                      | Mimmo Schiattarella Didier de Radiguès | Judd (Rafanelli) GV4 4.0 L V10 | M     | -             |
| DNS    | LMP       | 8  | Phil Creighton Motorsports              | Scott Schubot Claude Bourbonnais       | Lola B2K/10                    | G     | -             |
| DNS    | LMP       | 8  | Phil Creighton Motorsports              | Scott Schubot Claude Bourbonnais       | Ford (Roush) 6.0 L V8          | G     | -             |
| DNS    | GTS       | 73 | Multimatic Motorsports Doncaster Racing | David Lacey Greg Willkins              | Porsche 911 GT2                | P     | -             |
| DNS    | GTS       | 73 | Multimatic Motorsports Doncaster Racing | David Lacey Greg Willkins              | Porsche 3.6 L Turbo Flat-6     | P     | -             |